# Mia Mamede
Maria Eugênia Mamede (sinh ngày 24 tháng 10 năm 1995) còn được gọi là Mia Mamede, là một người mẫu kiêm hoa hậu người Brasil đã đăng quang cuộc thi Hoa hậu Brasil 2022. Cô đại diện cho Brasil tại cuộc thi Hoa hậu Hoàn vũ 2022.

## Tiểu sử
Mamede sinh ngày 24 tháng 10 năm 1995 tại Vitória, Espírito Santo. Cô tốt nghiệp chuyên ngành Báo chí Nghe nhìn và Kinh tế Xã hội tại Đại học New York, cô có chuyên môn về Truyền hình và Điện ảnh cũng như Diễn xuất và Thuyết trình tại Liên hoan phim New York. Với tư cách là một diễn viên, cô ấy đã tham gia diễn xuất trong một số bộ phim ngắn, bao gồm cả ở Trung Quốc, và cũng trong vở nhạc kịch Broadway gốc theo lời mời của một giáo viên cũ. Cô cũng đã giành chiến thắng trong cuộc thi Hoa hậu Dubai vào năm 2012, khi cô sống ở Các Tiểu vương quốc Ả Rập Thống nhất.

## Các cuộc thi sắc đẹp

### Hoa hậu Brasil 2022
Mamede đã đại diện cho Vitória trong cuộc thi và tiếp tục giành được danh hiệu. Với tư cách là Hoa hậu Espírito Santo, Mamede đã nhận được quyền đại diện cho Espírito Santo tại cuộc thi Hoa hậu Brasil 2022 vào ngày 19 tháng 7 năm 2022. Trong cuộc thi, Mamede tiến vào top mười sáu, sau đó là top 10 và cuối cùng là top 5. Vào cuối sự kiện, Mamede tiếp tục giành chiến thắng trong cuộc thi và đăng quang ngôi vị Hoa hậu Hoàn vũ Brazil 2022 bởi người đứng đầu là Teresa Santos của Ceará, trở thành người phụ nữ đầu tiên của Espírito Santo giành được Hoa hậu Brasil.

### Hoa hậu Hoàn vũ 2022
Với tư cách là Hoa hậu Brazil, Mamede sẽ đại diện cho Brasil tại cuộc thi Hoa hậu Hoàn vũ 2022.